# Jamie Bowie
Jamie Bowie (* 1. April 1989 in Inverness) ist ein ehemaliger britischer Sprinter, der sich auf den 400-Meter-Lauf spezialisiert hat. Seinen größten Erfolg feierte er mit dem Gewinn der Silbermedaillen in der 4-mal-400-Meter-Staffel bei den Hallenweltmeisterschaften 2014 in Sopot sowie der Bronzemedaille bei den Weltmeisterschaften im Jahr zuvor in Moskau.

## Sportliche Laufbahn
Erste internationale Erfahrungen sammelte Jamie Bowie im Jahr 2009, als er bei den U23-Europameisterschaften in Kaunas mit der britischen 4-mal-400-Meter-Staffel in 3:06,18 min den sechsten Platz belegte. 2011 siegte er mit der Staffel in 3:03,53 min bei den U23-Europameisterschaften in Ostrava und 2013 verhalf er dem britischen Team bei den Weltmeisterschaften in Moskau zum Finaleinzug und trug damit zum Gewinn der Bronzemedaille bei. Im Jahr darauf gewann er bei den Hallenweltmeisterschaften in Sopot in 3:03,49 min gemeinsam mit Conrad Williams, Luke Lennon-Ford und Nigel Levine die Silbermedaille hinter dem US-amerikanischen Team. Im August startete er für Schottland mit der Staffel bei den Commonwealth Games in Glasgow und belegte dort in 3:04,07 min den fünften Platz. 2015 gelangte er bei den Halleneuropameisterschaften in Prag mit 3:08,56 min auf den fünften Platz im Staffelbewerb und 2017 beendete er seine aktive sportliche Karriere im Alter von 28 Jahren.

## Persönliche Bestzeiten
- 400 Meter: 46,06 s, 27. Juli 2013 in Ninove
  - 400 Meter (Halle): 46,58 s, 15. Februar 2014 in Birmingham